# 1808 au Nouveau-Brunswick
Chronologie du Nouveau-Brunswick
- 1804
- 1805
- 1806
- 1807
- 1808
- 1809
- 1810
- 1811
- 1812

Cette page concerne des événements survenus en 1808 dans la colonie du Nouveau-Brunswick.

## Événements
- Fondation du village Grande-Anse par Simon Landry.

## Naissances
- 15 août ou 16 septembre : Charles Fisher, premier ministre du Nouveau-Brunswick.
- 15 octobre : Robert Leonard Hazen, sénateur.

## Décès
- Jean-Baptiste Robichaux, pêcheur acadien.